# Ptério
Em Anatomia, Ptério (do Grego pteron, que se traduz como asa) é uma região do crânio de encontro entre os ossos parietal, temporal, esfenoide e frontal.

## Estrutura
A região é o ponto de encontro entre as seguintes estruturas (em sentido horário):
- Osso parietal
- Parte escamosa do osso temporal
- Asa maior do osso esfenoide
- Osso frontal

As suturas que unem esses ossos são:
- Sutura esfenoparietal (entre o osso esfenoide e o osso parietal)
- Sutura coronal (entre o osso frontal e o osso parietal)
- Sutura escamosa (entre o osso temporal e os ossos parietal e esfenoide)
- Sutura esfenofrontal (entre o osso esfenoide e o osso frontal)

## Relevância clínica
O ptério é considerada a região mais frágil do crânio. É anterior à divisão anterior da artéria meningeal média, de modo que traumas na região podem acarretar em hematoma epidural.

## Relevância cirúrgica
O ptério pode ser a via de acesso para neurocirurgia, na chamada craniotomia pterional. A cirurgia permite boa exposição de todo o opérculo frontoparietal, viabiliza a abertura do sulco lateral (também chamada de fissura lateral ou fissura silviana) e de todas as cisternas anteriores da base do encéfalo. É o acesso neurocirúrgico mais utilizado na atualidade.

## Relevância radiológica e antropomórfica
O ptério é um ponto de referência no crânio, sendo importante em análises antropomórficas e radiológicas do crânio.

## Etimologia
A Hermes, um dos principais deuses gregos, foram atribuídas asas na região lateral do crânio, na região compatível com o que se conhece hoje como ptério. Em grego, pteron significa asa.